# Гребец схожий
Гребец схожий (лат. Agabus congener) — вид жуков-плавунцов подсемейства Agabinae.

## Описание
Жуки длиной 7-8 мм. Переднегрудь с выпуклым отростком.

## Распространение
Распространён в Палеарктике и Ближнем Востоке. В Европе встречается в следующих странах: Андорра, Австрия, Белоруссия, Бельгия, острова Британии, Болгария, Хорватия, Чехия, Дания, Эстония, Финляндия, Франция, Германия, Греция, Венгрия, Ирландия, Италия, Калининград, Латвия, Литва, северная Ирландия, Италия, Македония, Норвегия, Польша, Россия, Словакия, Швеция, Швейцария, Нидерланды и Украина.

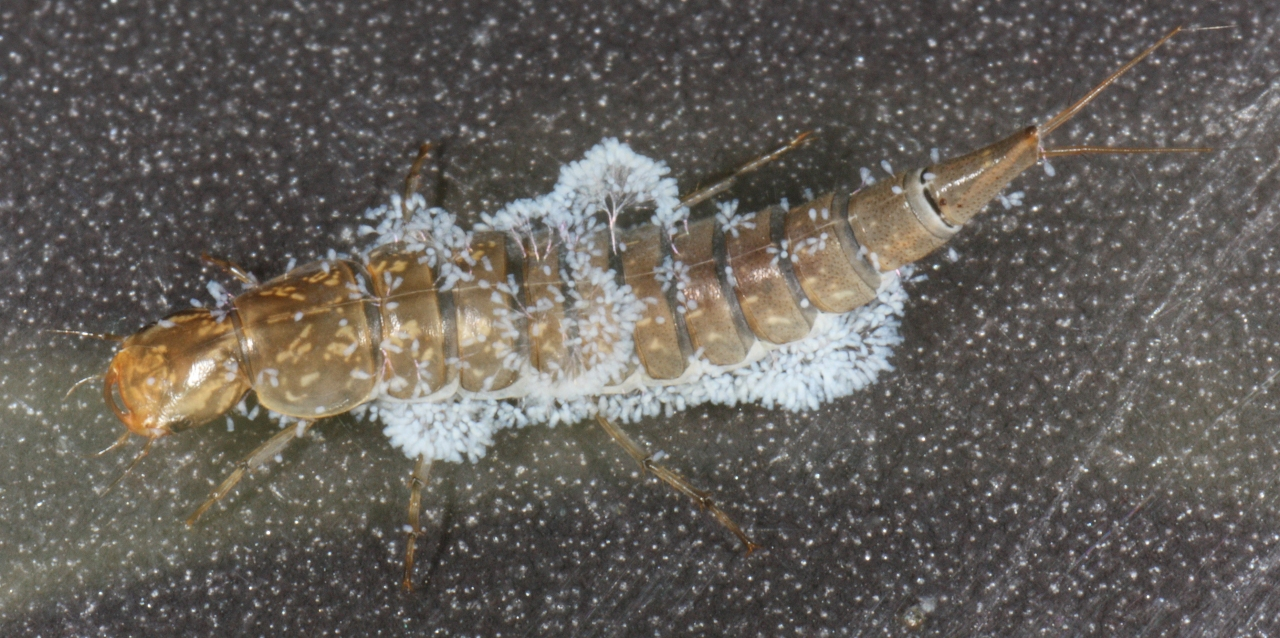
Личинка, обросшая сидячими инфузориями